# Diego Klattenhoff
Diego Klattenhoff (French River, 30 novembre 1979) è un attore canadese.
È principalmente conosciuto per il ruolo dell'agente speciale dell'FBI Donald Ressler nella serie televisiva statunitense The Blacklist, della NBC, interpretato in tutte le 10 stagioni della stessa.

## Carriera
Klattenhoff è stato alunno di alcuni fra i più rispettabili insegnanti canadesi di recitazione, fra cui David Rotenberg, Bruce Clayton e Rae Ellen Bodie.
Il debutto arriva con il film del 2004 diretto da Mark Waters Mean Girls, in cui Diego recita a fianco di Lindsay Lohan e Rachel McAdams. Successivamente l'attore ha preso parte a numerosi telefilm, fra cui Smallville, Psych, Supernatural, 24, Whistler, Men in Trees - Segnali d'amore e Falling Skies.
Dal 2011 recita nella serie televisiva statunitense Homeland - Caccia alla spia, al fianco di Claire Danes e Damian Lewis. Dal 2013 è co-protagonista nella serie The Blacklist.

## Filmografia parziale

### Cinema
- Cube Zero, regia di Ernie Barbarash (2004)
- Mean Girls, regia di Mark Waters (2004)
- Slevin - Patto criminale (Lucky Number Slevin), regia di Paul McGuigan (2006)
- The Informers - Vite oltre il limite (The Informers), regia di Gregor Jordan (2008)
- After Earth, regia di M. Night Shyamalan (2013)
- Pacific Rim, regia di Guillermo del Toro (2013)
- Lavender, regia di Ed Gass-Donnelly (2016)
- Radius, regia di Caroline Labrèche e Steeve Léonard (2018)

### Televisione
- Smallville - serie TV (2005)
- 24 - serie TV, 2 episodi (2009)
- Whistler - serie TV
- Psych - serie TV, episodio 1x03 (2006)
- Fallen - Angeli caduti (Fallen) - miniserie TV (2006)
- Supernatural - serie TV, episodio 2x09 (2005)
- Men in Trees - Segnali d'amore (Men in Trees) - serie TV (2006-2008)
- Mercy – serie TV, 22 episodi (2009-2010)
- Falling Skies - serie TV, 1 episodio (2011)
- Homeland - Caccia alla spia (Homeland) - serie TV, 25 episodi (2011-2013)
- The Blacklist - serie TV, 218 episodi (2013-2023)

## Doppiatori italiani
Nelle versioni in italiano delle opere in cui ha recitato, Diego Klattenhoff è stato doppiato da:
- Gabriele Lopez in Fallen - Angeli caduti, Tracker
- Massimiliano Plinio in Cube Zero
- Luca Graziani in Mean Girls
- Marco De Risi in Psych
- Francesco Pezzulli in Supernatural
- Alessandro Messina in The Informers - Vite oltre il limite
- Corrado Conforti in E.R. - Medici in prima linea
- Gianfranco Miranda in Mercy
- Mirko Mazzanti in Falling Skies
- Fabio Boccanera in Homeland - Caccia alla spia
- Stefano Crescentini in The Blacklist
- Francesco Prando in Pacific Rim
- Diego Baldoin in Radius
- Antonio Palumbo in Blue Bloods